# Перикле Пјеракос Мавромихалис
непознато
Перикле Пјеракос Мавромихалис (грч. Περικλής Πιερράκος-Μαυρομιχάλης; 1863 — 1938) је био грчки мачевалац који се такмичио на првим Олимпијским играма 1896. у Атини.
Учествовао је у дисциплини флорет и у својој групи је заузео друго место. Победио је Француза Анрија Делаборда и Грка Јоаниса Пулоса а изгубио је од другог Француза, Анрија Калоа. Мавромихалису је Олимпијски комитет бронзану медаљу доделио накнадно. У време одржавања Игара није било предвиђено да трећепласирани добије медаљу, па борба за треће место није ни одржана. Њему је припала медаља зато што је имао две победе и један пораз, док је другопласирани из друге групе Атанасиос Вурос, имао једну победу и један пораз.

## Резултати
| Меч | Победник                            | Тушеви | Поражени                            |
| --- | ----------------------------------- | ------ | ----------------------------------- |
| A1  | Перикле Пјеракос Мавромихалис Грчка | 3-1    | Анри Делаборд Француска             |
|     |                                     |        |                                     |
| A3  | Перикле Пјеракос Мавромихалис Грчка | 3-0    | Јоанис Пулос Грчка                  |
|     |                                     |        |                                     |
| A5  | Анри Кало Француска                 | 3-1    | Перикле Пјеракос Мавромихалис Грчка |